# Даровський
Даровськи́й (рос. Даровской) — селище міського типу, центр Даровського району Кіровської області, Росія. Адміністративний центр Даровського міського поселення.

## Населення
Населення становить 6630 осіб (2017; 6718 у 2016, 6773 у 2015, 6751 у 2014, 6905 у 2013, 6990 у 2012, 7125 у 2010, 7149 у 2009, 7488 у 2002, 7224 у 1989, 5960 у 1979, 4682 у 1970, 2895 у 1959).

## Історія
Селище було засноване 1717 року на прохання жителів Торощиної слобідки. Тут також була збудована церква. Статус селища міського типу село отримало 1965 року.